# Mateus (vinho)

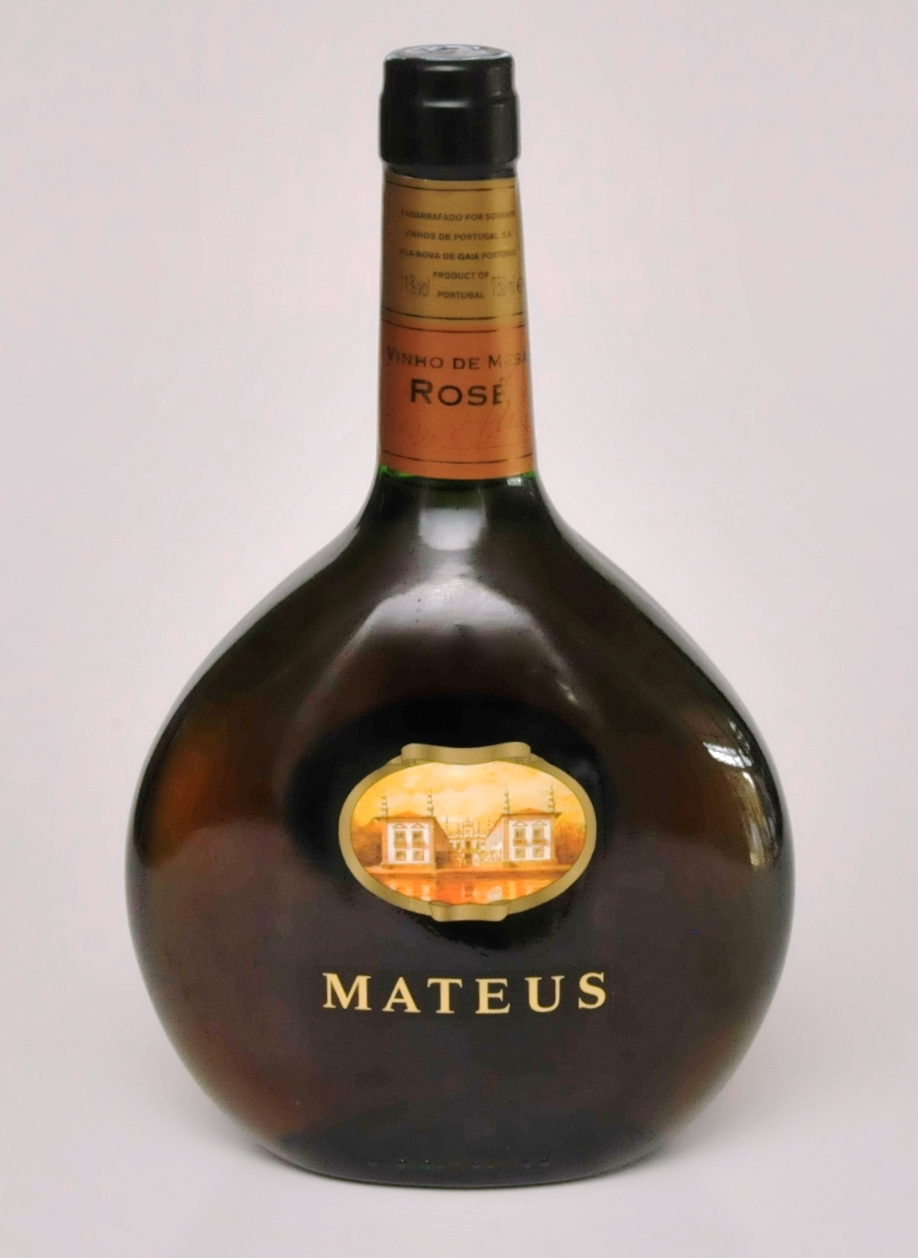
Uma garrafa de Mateus (2013)

Mateus é uma marca de vinho rosé frisante meio doce produzida em Portugal.
Mateus Rosé é um dos vinhos preferidos de Isabel II e este vinho foi armazenado nas caves dos palácios de Saddam Hussein.

## História
A marca Mateus Rose foi lançada em 1942 e introduzida no Reino Unido no início da década de 1950. A produção começou no final da Segunda Guerra Mundial. O vinho foi especialmente concebido para atrair os mercados em rápido desenvolvimento da América do Norte e do Norte da Europa.

Um dos primeiros admiradores foi Sacheverell Sitwell :
Entre as delícias de Portugal estão os vinhos desconhecidos nas cartas de vinhos... há um vinho que é absolutamente excecional e que vem da remota província de Trás-os-Montes, no norte do país. É o vinho rosé mais delicioso que alguma vez provei. Chama-se Mateus, e é possível que a vista da bonita vivenda com esse nome, perto de Vila Real, que está no rótulo, torne o vinho ainda mais saboroso. É que a casa tem uma fachada de granito e estuque branco, com muitas urnas e estátuas. Mas o que é único neste vinho é o facto de ser cor de laranja e ligeiramente pétillant. Que ninguém o despreze pela sua cor! O Mateus é delicioso para além das palavras; e como me disseram que vai viajar e é exportado para o Brasil, é uma pena que não se possa comprá-lo aqui em Inglaterra.
A produção cresceu rapidamente nas décadas de 1950 e 1960 e, no final da década de 1980, complementada com uma versão branca, representava quase 40% da exportação total de vinho de mesa de Portugal . Naquela época, as vendas mundiais eram de 3,25 milhões de caixas por ano.
Roger Scruton registrou o impacto social que o vinho teve na Inglaterra:
Minhas duas irmãs e eu fomos criadas no abrigo da penúria e da moderação puritana . E talvez tivéssemos mantido a dócil decência da nossa infância, não fosse a grande transformação que a nossa geração sofreu quando surgiu a marca portuguesa Mateus Rosé, juntamente com outras quebras do decoro inglês por volta de 1963...

## Produtor
A Sogrape, empresa familiar proprietária da marca e que é o maior produtor de vinho em Portugal, diversificou-se mais recentemente para outras áreas da indústria vitivinícola portuguesa, à medida que a popularidade da sua marca Mateus diminuiu. No Reino Unido, em 2002, o vinho foi reembalado e relançado num esforço deliberado para capitalizar a nostalgia dos anos 1970, embora o vinho em si já tivesse sido menos doce e ligeiramente mais espumante, em resposta à preferência popular moderna por um pouco mais vinho mais seco. O vinho continua a ser vendido, no entanto, na sua distinta garrafa de gargalo estreito, em forma de frasco, com rótulo único de "casa histórica barroca " (Palácio de Mateus em Vila Real, Portugal) e rolha de cortiça verdadeira, mas também vem com tampa de rosca de alguns distribuidores nos países do norte da Europa e no mercado do Reino Unido.

## Variedades
Mais recentemente, uma nova variedade de vinho foi comercializada como "Mateus Rosé Tempranillo" produzido na Espanha, um tom de rosa mais profundo que o original, mas em uma garrafa transparente com folha de prata, destinada a bebedores de vinho na faixa dos vinte anos, especialmente mulheres jovens.
Em 2014 a empresa lançou a gama “Expressions”, composta por três vinhos rosés – Baga e Shiraz, Baga e Muscat, e Aragonez e Zinfandel – e um vinho branco – um blend Maria Gomes e Chardonnay .

## Cultura significante
- Mateus Rosé estava entre as bebidas alcoólicas armazenadas nas caves dos palácios de Saddam Hussein .[10]
- Foi um vinho preferido da Rainha Elizabeth II (em 1999).[11]
- O vinho é citado na letra da música de Elton John, Social Disease (1973): “Eu me empolgo com Mateus e fico solto”.[12]
- Uma garrafa de Mateus pode ser vista na fotografia da capa do álbum Wild Tales de Graham Nash, de 1973, posicionada na lareira logo atrás da cabeça de Nash.[13]
- Uma decoração padrão nas cafeterias da Geração Beat era uma garrafa vazia de Mateus com velas coloridas escorrendo pelas laterais.
- No artigo de Mike Sager no Los Angeles Times de maio de 1989, "The Devil and John Holmes", a ex-mulher do falecido ator pornô Sharon confidencia: "No primeiro encontro, ele trouxe uma garrafa de Mateus e um punhado de flores. Sharon tinha observado pela janela enquanto ele os colhia no jardim de um vizinho."[14]
- No filme Animal House, de 1978, na casa do professor de inglês Dave Jennings ( Donald Sutherland ), onde se pretende consumir um pouco de " erva ", uma garrafa de Mateus é vista sendo usada como castiçal.
- Em 1977, a Frontier Airlines apresentava vinho Mateus como cortesia como parte do seu serviço de refeições em voos selecionados e divulgou esse facto.[15]
- Dizia-se que o lutador profissional André, o Gigante, bebia seis garrafas de vinho Mateus antes de uma luta.[16]
- Durante o período da Guerra Fria, o vinho Mateus tornou-se um dos vinhos mais consumidos pelo exército americano. Os seus soldados são considerados um dos principais evangelistas de Mateus nos mercados do Extremo Oriente, como no Vietname.[17]
- Em episódio da série de esquetes cômicos Kids in the Hall, Mateus costuma brindar a uma transação comercial recém-concluída entre um artista e um colecionador que supostamente têm mau gosto para arte.[18]
- Segundo sua ex-esposa, Mateus serviu de inspiração a Carlos Castaneda para nomear seu professor inventado, Don Juan Matus.[19]